# 양천초등학교 (경북)
양천초등학교는 대한민국 경상북도 김천시 양천동에 있었던 공립 초등학교이다.

## 학교 연혁
- 1946.07.06 감천국민학교 양천분교장 설치(2학급)
- 1948.07.30 양천국민학교 설립 인가
- 1948.10.01 개교(4학급)
- 1983.02.15 김천시 편입
- 1984.07.19 4개 교실 및 현관 신축
- 1985.03.01 양천국민학교 병설유치원 개원
- 1996.03.01 양천초등학교로 교명 변경
- 2004.12.21 교실 2칸 증축
- 2005.11.19 급식소 준공
- 2006.11.21 교수학습도움센터 구축
- 2006.12.06 운동장 전면 투시 담장 설치
- 2007.05.28 시 지정 줄넘기 시범학교
- 2008.03.12 양천꿈자람 도서관 개관
- 2009.02.13 지혜심탐구실 및 영어체험교실 개관
- 2013.09.01 제26대 김필수 교장 부임
- 2015.02.13 제65회 졸업(졸업생 총 수 2341명)
- 2015.03.01 4학급 편성(유치원 1학급)
- 2019.03.02 폐교[1][2]

## 참고 자료
- 양천초등학교 - 한국교육학술정보원 학교알리미